# HLA-B

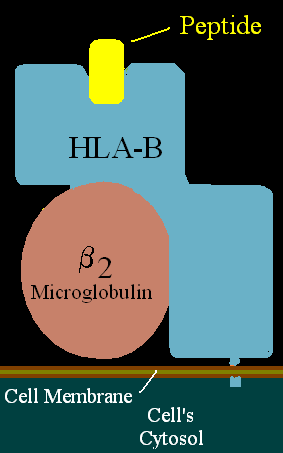
Struttura e posizione del complesso HLA-B

Con la dicitura HLA-B viene gergalmente indicato il gene responsabile della resistenza al virus dell'AIDS (Sindrome da Immunodeficienza Acquisita), più correttamente indicato con il nome major histocompatibility complex, class I, B. Esso rappresenta una particolare variante umana di proteine appartenenti al complesso maggiore di istocompatibilità, la quale riconosce gli antigeni virali estranei all'organismo, identificando come estraneo ciò che non appartiene all'organismo umano. HLA-B fa parte di una famiglia di geni denominati: human leukocyte antigen complex (HLA).

## Caratteristiche
L'HLA è la versione umana del complesso maggiore di istocompatibilità (MHC), una famiglia di geni presente in diverse specie. I geni in questo complesso vengono suddivisi in tre gruppi identificati con: I, II e III. Nell'uomo, HLA-B è correlato all'attività di, HLA-A e HLA-C, tutti e tre i geni appartengono alla categoria degli MHC di classe I.
I geni MHC di classe I forniscono istruzioni in grado di permettere alla cellula la fabbricazione delle proteine che sono presenti sulla superficie cellulare. Tali proteine di superficie sono in grado di interagire con i frammenti di proteine (peptidi) appartenenti ad altre cellule, batteri, virus e microorganismi. Le proteine MHC di classe I presentano questi peptidi al sistema immunitario. Se il sistema immunitario riconosce i peptidi come estranei (quali per esempio i peptidi virali o batterici), risponde distruggendo la cellula infettata.
Il gene di HLA-B è situato sul braccio corto (p) del cromosoma 6 in posizione 21.3 da 31.429.845 paia di basi a 31.432.923 paia di basi.
Il gene di HLA-B, a seguito dei fenomeni evolutivi ad i quali sono soggette le popolazioni umane, si presenta in numerose varianti, le quali permettono al sistema immunitario, di ogni singola persona, un'ampia reazione immunitaria di contrasto ai microorganismi infettanti le cellule. Le centinaia di varianti (alleli) di HLA-B sono conosciute, a ciascuna di esse è stato assegnato un numero identificativo, come per esempio HLA-B27. Gli alleli simili sono stati catalogati insieme; Per esempio, almeno 28 alleli molto simili sono considerati sottotipi mutanti di HLA-B27. Questi sottotipi sono indicati con la diciture da HLA-B*2701 a HLA-B*2728.

## Varianti

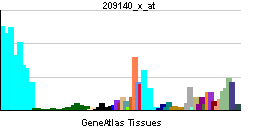
Pattern di espressione di HLA-B

Si ritiene che la variante HLA-B27 del gene di HLA-B possa interagire erroneamente con i peptidi del sistema immune con conseguente innesco del processo artritico. Altre ricerche suggeriscono che l'infiammazione può derivare dalla caratteristica piegatura anomala della proteina codificata da HLA-B27 o dalla presenza di forme anormali della proteina sulla superficie delle cellule, tuttavia molti individui portatori di tale variante non sviluppano mai tale patologia.
Diverse varianti del gene HLA-B sono associate con le reazioni avverse a determinate droghe o farmaci. Per esempio, due varianti specifiche di questo gene sono collegate con l'aumentata sensibilità ad i farmaci di alcune popolazioni cinesi. Gli individui portatori di HLA-B*1502 hanno un maggior rischio di sviluppare la Sindrome di Stevens-Johnson in risposta a trattamento con carbamazepine. Un'altra versione, HLA-B*5801, è associata all'aumentato rischio di effetti collaterali che si manifestano con danni alla pelle in pazienti trattati con allopurinol.
La variante HLA-B*5701 è invece associata con una massiccia sensibilità al trattamento con abacavir, un farmaco che ritarda la diffusione del virus HIV-1 nel corpo.

## Immunità all'Aids
Alcune persone risultano immuni all'AIDS nonostante siano affette da HIV e non si sottopongano ad alcun trattamento, le ricerche della Harvard Medical School di Boston, in associazione con Amalio Telenti del CHUV di Losanna, hanno dimostrato che le varianti HLA-B, comprese fra HLA-B27 e HLA-B57, sono in grado di sopprimere la replicazione del virus impedendo alla malattia di svilupparsi, tali varianti si sono sviluppate nel corso della storia evolutiva umana grazie all'accumulo di sei mutazioni nella sequenza genica di HLA-B, gli individui portatori di tale variante sono stati definiti "Hiv-controller", in totale circa una persona su trecento risulta portatrice, la resistenza si basa sulla capacità di queste proteine mutate di riconoscere le cellule infettate dal virus dell'HIV, a seguito dell'avvenuto riconoscimento dei peptidi che le cellule infette espongono sulla propria superficie, tali peptidi di cellule infette vengono presentati dal complesso HLA-B alle cellule tCD8 le quali acquisiscono la capacità di legarsi alle cellule che espongono i peptidi presentatigli, quando tali cellule si legano alla cellula infetta la sopprimono; Per potersi replicare il virus deve parassitare l'apparato cellulare obbligandolo a produrre nuove copie del virus stesso, l'uccisione della cellula interrompe la replicazione del virus impedendogli di potersi riprodurre nell'organismo e dare origine alla malattia.

## Resistenza alla Malaria
All'interno di alcune popolazioni africane, dell'Africa occidentale, sono stati identificati portatori di un'altra variante di HLA-B, denominata HLA-B53, i portatori risultano resistenti alla malaria in quanto tale variante risulta maggiormente efficiente nel contrastare le cellule infettate dal plasmodio della malaria, il quale si trova impossibilitato a completare il proprio ciclo biologico. Il plasmodio per poter completare il proprio ciclo deve parassitare gli eritrociti (globuli rossi) od epatociti (cellule del fegato), a seguito dell'aumentata efficienza immunitaria le cellule infette vengono prontamente eliminate assieme al plasmodio.